# Torre de Vila-seca
|  | Aquest article tracta sobre l'edifici al municipi de Palafrugell (Baix Empordà). Si cerqueu l'edifici al terme de Tortosa, vegeu «Torre de Vilaseca». |

La Torre de Vila-seca és una torre de defensa del veïnat de Vila-seca al municipi de Palafrugell (Baix Empordà). Està declarada com a bé cultural d'interès nacional.

## Arquitectura
La torre era adossada a una masia desapareguda. Avui resta aïllada en un terreny convertit en espai públic. Al sud-est és visible l'empremta d'una coberta de doble vessant d'una edificació desapareguda.
És una torre cilíndrica lleugerament atalussada amb matacà i merlets. Es conserva en uns 8 metres d'altura. L'antic coronament ha estat substituït per un teulat de dos pendents. Es divideix en dues plantes. S'ha conservat la volta semiesfèrica inferior; a la part alta només en queden restes. A ponent hi ha una porta elevada, a migdia dues finestres petites i, a tot volt, espitlleres quadrades i rectangulars, a dos nivells. El mur és de molt gruix; l'aparell de pedres sense treballar i argamassa; les obertures són emmarcades amb pedres ben escairades.
Té un diàmetre de 6,80 m i una alçada mitja fins a la coronació de la teulada de 9,15 m. El diàmetre interior de la cambra inferior és de 4 m, mentre que el de la cambra superior és de 4,7 m, pel fet d’haver-ne reduït el gruix del mur.

## Història
La torre de Vila-seca és una de les moltes defenses per a prevenir els atacs dels pirates i corsaris, escampades al llarg de les terres pròximes al litoral.
El 1565 el prior de Santa Anna, senyor de Palafrugell, autoritzà la construcció a un particular al costat d'un mas que ja existia el 1446. Més tard, s'hi adjuntà un paller i es construí una passera cap a la masia que, després de l'enderroc del mas, han deixat senyals clars en els murs de l'estructura cilíndrica. També en un moment indeterminat, els murs es van retallar per adaptar-hi una teulada a dues aigües amb teula àrab que, degut a l'abandonament, s'esfondrà a la dècada de 1960. La torre va ser restaurada el 2010, gràcies a la qual es va reconstruir el teulat, es van reobrir les finestres tapiades, es van col·locar reixes i es va construir una nova escala sense que afectés el subsòl.